# OSM ↔ Wikidata matcher

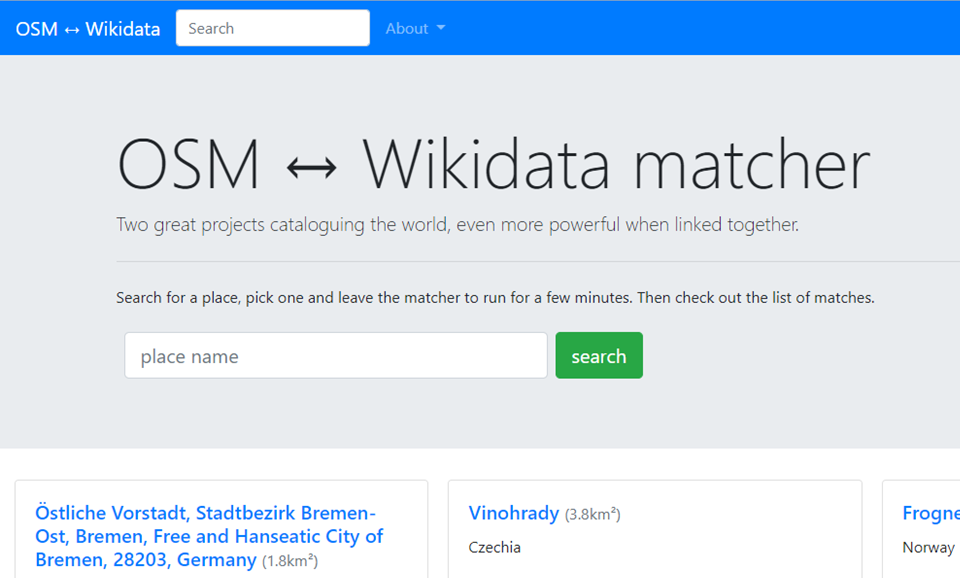
Página inicial do site

O OSM ↔ Wikidata matcher consistisse de um interessante instrumento para conexão entre o OpenStreetMap (OSM) e o Wikidata, que procura objetos no OSM que possuem informações no Wikidata, e quando são correspondentes, permite a sua inserção no OSM. Utiliza o serviço de consulta Wikidata SPARQL e as APIs OSM Overpass e Nominatim.
Assim como o OSM e Wikidata, é um software livre e seu código pode ser encontrado no github.
Tem como lema: "Two great projects cataloguing the world, even more powerful when linked together."
1. ↑  «Wikidata:OpenStreetMap/Tools - Wikidata». www.wikidata.org. Consultado em 29 de julho de 2020
2. ↑  «EdwardBetts/osm-wikidata». GitHub (em inglês). Consultado em 29 de julho de 2020
3. ↑  «OSM ↔ Wikidata». osm.wikidata.link. Consultado em 29 de julho de 2020